# Prendes
Prendes (en asturiano y oficialmente Priendes) es una parroquia asturiana del concejo de Carreño, en el norte de España. Cuenta con una población de 110 habitantes según el INE de 2021, repartidos en una superficie de 2,31 km². Limita al norte con la parroquia de Perlora, al sur con Pervera, al este con las parroquias de Albandi y Carrió y al oeste con Guimarán.
Cuenta con las entidades de población de Bárcena (Bárzana), El Cabo, El Canto (El Cantu), Falmuria, Pesgana, Pinzales, Polledo (El Polleo), Riestro (El Riistru) y San Pablo.